# Langage M de la DGFiP
Ne doit pas être confondu avec M (langage).
Pour les articles homonymes, voir M.
 (mai 2025).
Motif : Je ne vois pas trop la notoriété de ce logiciel informatique de la DGFP. De plus, les sources sont primaires et peu nombreuses.
- Archive Wikiwix
- Bing
- Cairn
- DuckDuckGo
- E. Universalis
- Gallica
- Google
- G. Books
- G. News
- G. Scholar
- Persée
- Qwant
- (zh) Baidu
- (ru) Yandex
- (wd) trouver des œuvres sur Wikidata

| 1. | Préciser le motif de la pose du bandeau. | Précisez le motif de la pose du bandeau en utilisant la syntaxe suivante : {{admissibilité à vérifier\|date=mai 2025\|motif=remplacez ce texte par le motif}}                              |
| 2. | Informer les utilisateurs concernés.     | Pensez à avertir le créateur de l'article, par exemple, en insérant le code ci-dessous sur sa page de discussion : {{subst:avertissement admissibilité à vérifier\|Langage M de la DGFiP}} |

Le langage M est un langage dédié utilisé par la direction générale des Finances publiques (DGFiP) pour calculer l'impôt sur le revenu en France,.

## Description
Un code source écrit en langage M se compose de plusieurs "règles" valables dans différentes "applications".
Le langage comprend une vingtaine d'opérateurs arithmétiques ou logiques ainsi que des mécanismes de boucles.
Le langage permet de définir des règles de contrôle.
La mission Etalab a ouvert une grammaire du langage M et un interpréteur.
En 2019 et 2020, une initiative de l'Inria a permis de consolider le travail d'Etalab et rendre complètement opérationnel le langage M en dehors de la DGFiP. Un article de recherche présente la sémantique formelle du langage, tandis qu'un compilateur éprouvé sur les jeux de tests de la DGFiP est disponible en open-source.

## Exemple
Définition de la variable IRN (impôt sur les revenus) pour l'année 2015 :
```
regle 301000:
application : bareme , iliad , batch  ;

IRN = min( 0, IAN + AVFISCOPTER - IRE ) + max( 0, IAN + AVFISCOPTER - IRE ) * positif( IAMD1 + 1 - SEUIL_61) ;

```